# Панделела Рінонг
Панделела Рінонг арак Памг (малай. Pandelela Rinong arak Pamg, 2 березня 1993) — малайська стрибунка у воду, олімпійська медалістка.

## Виступи на Олімпіадах
| Олімпіада           | Дисципліна                  | Місце |
| ------------------- | --------------------------- | ----- |
| Пекін 2008          | вишка, 10 метрів            | 27    |
| Лондон 2012         | вишка, 10 метрів            | 3     |
| Лондон 2012         | синхронний трамлін, 3 метри | 8     |
| Лондон 2012         | синхронна вишка, 10 метрів  | 7     |
| Ріо-де-Жанейро 2016 | вишка, 10 метрів            | 11    |
| Ріо-де-Жанейро 2016 | синхронна вишка, 10 метрів  | 2     |
| Токіо 2020          | вишка, 10 метрів            | 12    |
| Токіо 2020          | синхронна вишка, 10 метрів  | 8     |